# Jorge Macri
Jorge Macri (Tandil, 5 maart 1965) is een Argentijns politicus die sinds 2023 burgemeester van Buenos Aires is. Eerder was hij tussen 2021 en 2023 minister van binnenlandse zaken. Hij is een neef van voormalig president Mauricio Macri.